# Bercial
Bercial ist ein Ort und eine Gemeinde (municipio) mit 105 Einwohnern (Stand: 2024) in der zentralspanischen Provinz Segovia in der Autonomen Region Kastilien-León. 

## Lage und Klima
Bercial liegt in der kastilischen Meseta in ca. 970 m Höhe ungefähr 29 Kilometer (Fahrtstrecke) westsüdwestlich der Provinzhauptstadt Segovia. Das Klima ist gemäßigt bis warm; Regen fällt mit Ausnahme der trockenen Sommermonate übers Jahr verteilt.

## Bevölkerungsentwicklung
| Jahr      | 1970 | 1981 | 1991 | 2001 | 2011 | 2021 |
| Einwohner | 318  | 196  | 141  | 127  | 112  | 104  |

## Sehenswürdigkeiten
- Johannes-und-Paulus-Kirche
- Abtei Santa María Real von Párraces

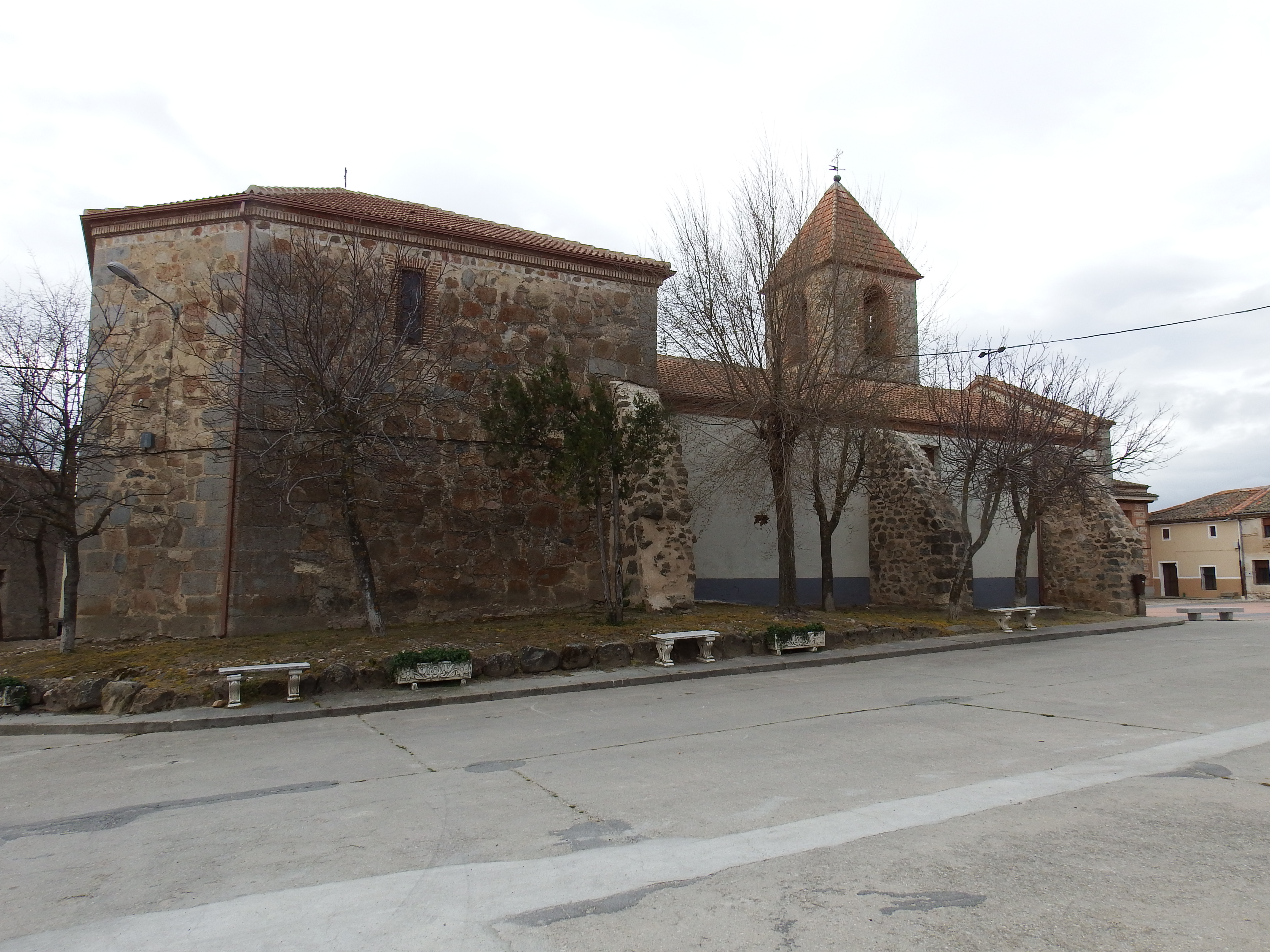
Johannes-und-Paulus-Kirche
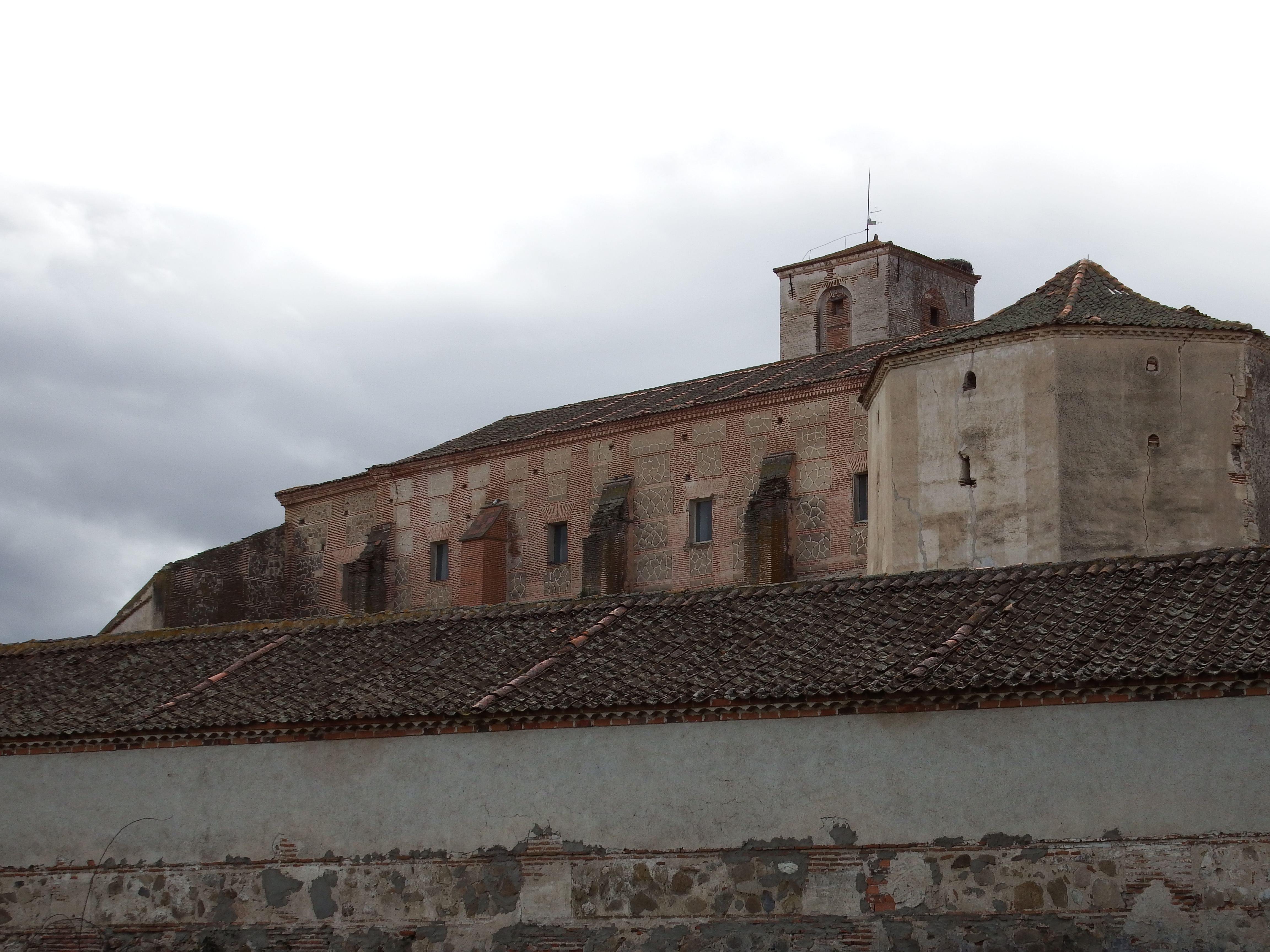
Abtei von Párraces
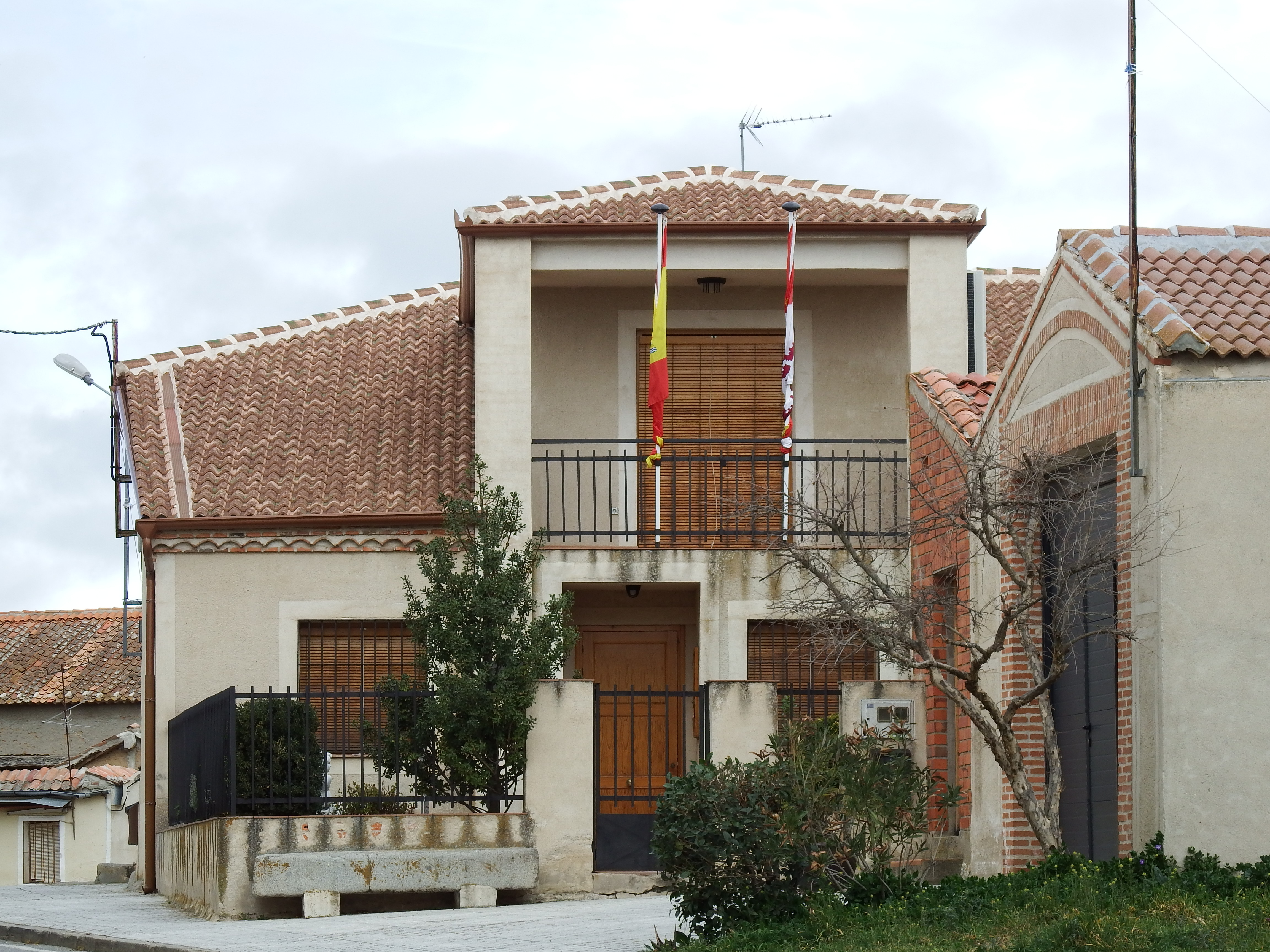
Rathaus